# Trojhora
Die Trojhora (deutsch Dreiberg), 451 m hoch, ist eine markante Erhebung im rechtselbischen Böhmischen Mittelgebirge, südwestlich von Třebušín.
Der Berg ist nach kurzem steilem Anstieg auf einem gelb markierten Weg von Třebušín oder von Staňkovice erreichbar. Die Gipfelregion setzt sich aus drei sehenswerten Basaltformationen zusammen. Vom Gipfel besteht eine durch Bäume nicht gehinderte Sicht auf die nähere Umgebung, unter anderem auf den Kalich (Kelchberg), die Panna und den Sedlo (Hoher Geltsch).

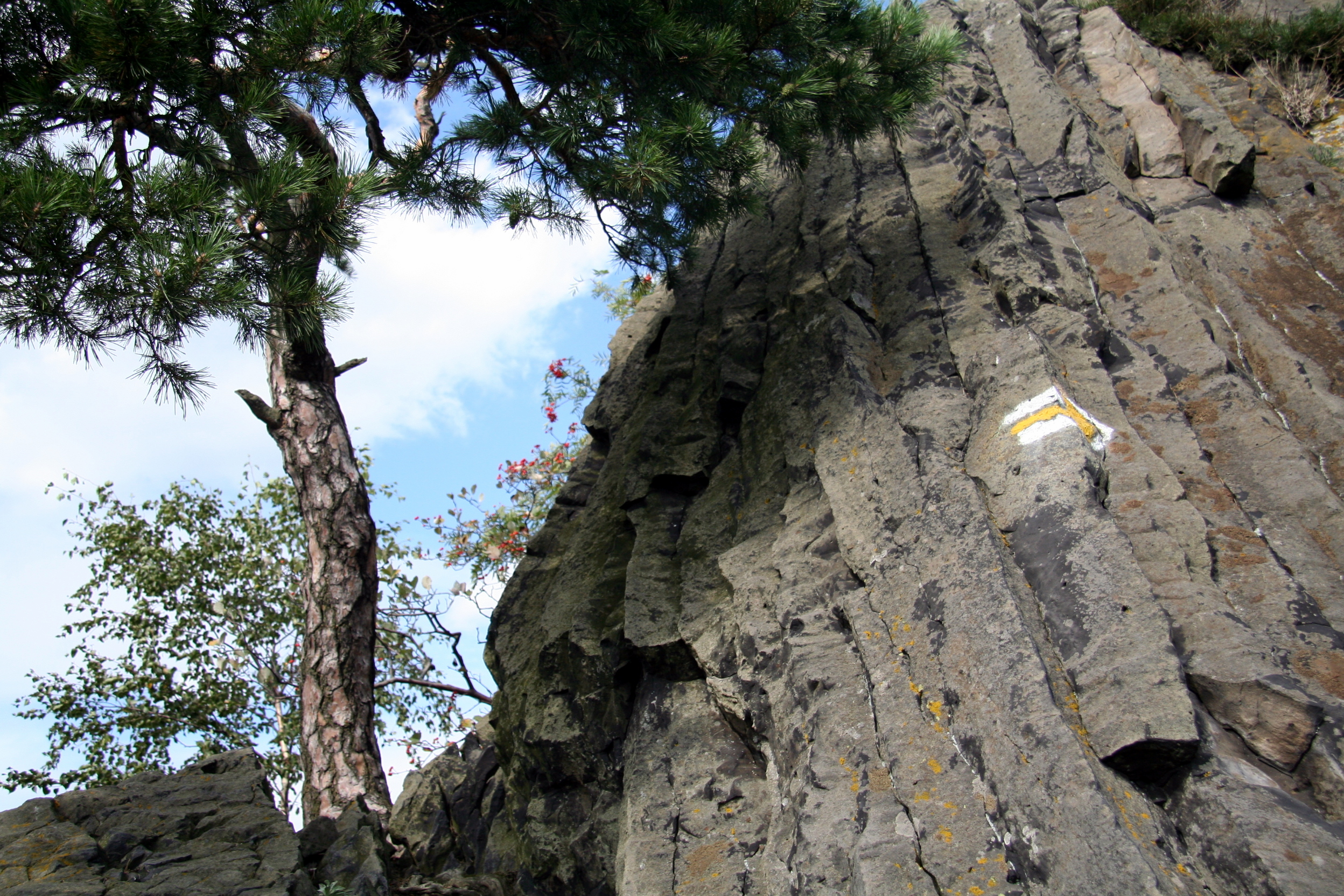
Aufstieg zum Dreiberg
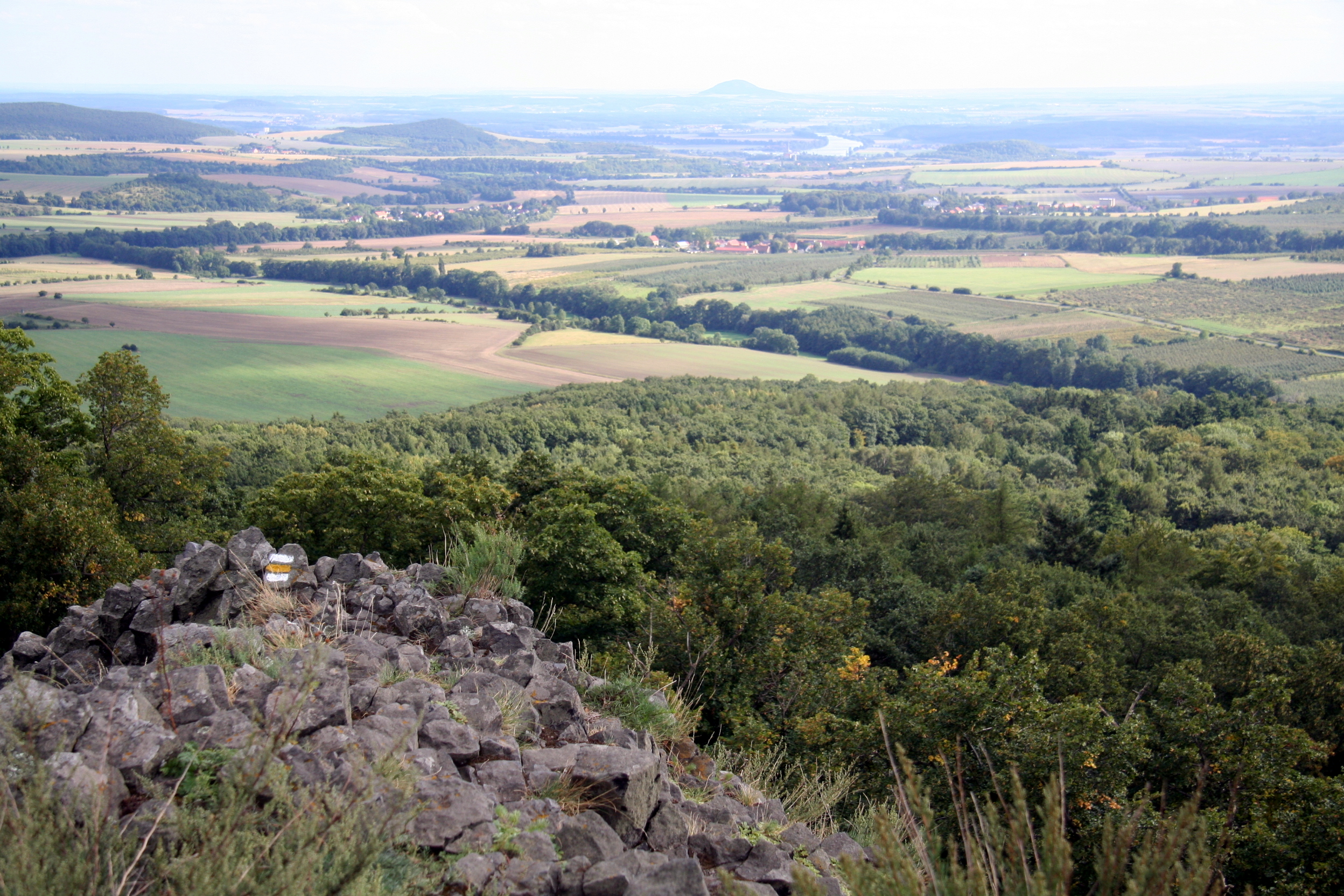
Gratweg auf dem Dreiberg